# Eugenie Bouchard
Eugenie Bouchard (født 25. februar 1994 i Montréal) er en canadisk tennisspiller.
Hun har spillet tre Grand Slam-semifinaler i 2014, Australian Open, French Open og Wimbledon. De to første tabte hun, men i den tredje vandt hun og kom til spille sin første finale i en Grand Slam-turnering.
I Australian Open 2014 vandt hun over Tang Haochen, Virginie Razzano, Lauren Davis, Casey Dellacqua og i kvartfinalen Ana Ivanovic. Hun tabte semifinalen til Li Na.
På vejen til semifinalen i French Open slog hun ud Shahar Peer, Julia Görges, Johanna Larsson, Angelique Kerber og Carla Suárez Navarro. Semifinalen tabte hun til Marija Sjarapova med 6-4, 5-7, 2-6.
I Wimbledon-mesterskaberne 2014 har hun besejret Daniela Hantuchová, Silvia Soler Espinosa, Andrea Petkovic, Alizé Cornet, Angelique Kerber i kvartfinalen og Simona Halep i semifinalen. I finalen mødte hun Petra Kvitová som tidligere har vundet Wimbledon (2011), Bouchard var chanceløs og tabte finalen med 3-6, 0-6.

## Eksterne Henvisninger
- Eugenie Bouchards opslag i Munzinger Sportsarchiv (tysk)
- Eugenie Bouchards profil på Sports-Reference OL-resultater (arkiveret) (engelsk)
- Eugenie Bouchards profil på Olympedia (engelsk)
- Eugenie Bouchards profil hos WTA Tennis (engelsk)
- Eugenie Bouchards profil hos ITF Tennis (engelsk)
- Eugenie Bouchards profil hos Fed Cup (engelsk)
- Eugenie Bouchards profil hos ITF Tennis (engelsk)